# Musa as-Sadr

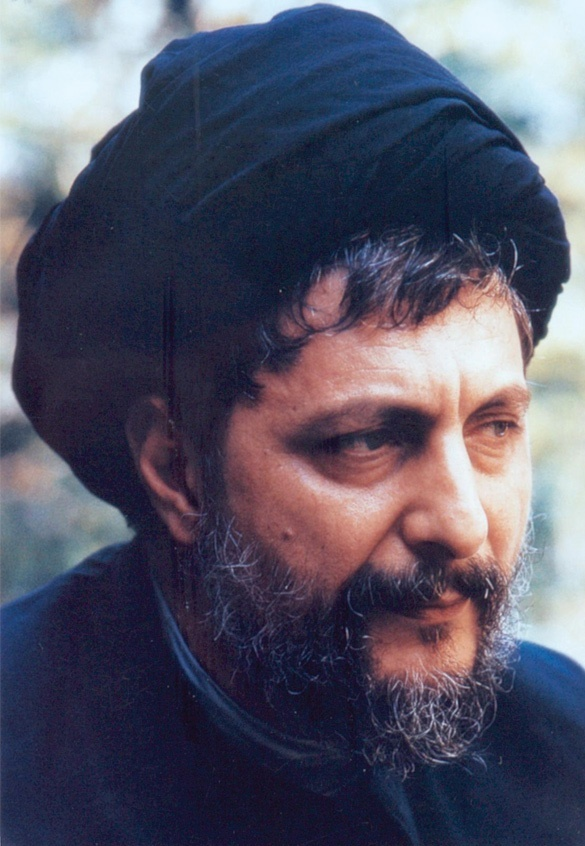
Musa al-Sadr

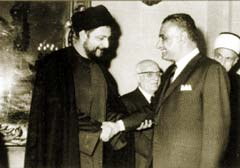
Musa al-Sadr och Egyptens president Nasser.

Musa al-Sadr el- Moussawi (arabiska: موسى الصدر ), född 1928, försvunnen sedan den 31 augusti 1978, var en shiitisk imam.
Sadr föddes i den för shiamuslimerna heliga staden Qom i Iran. Hans familj hade släktband med Irak och Libanon och ur hans släkt hade det kommit flera shiamuslimska lärda, ulama, och även Sadr studerade islam i både Qom och Teheran. Han var därefter bosatt i Qom och ägnade sig åt islam. När han var 30 år hade han blivit uppmärksammad av shiamuslimernas andlige ledare i Libanon och utnämndes till dennes efterträdare. När denne dog 1960 flyttade Sadr till Tyros i Libanon och efterträdde denne.
Shiamuslimerna i Libanon var i huvudsak uppdelade på två områden, dels Jebel Amil i södra Libanon runt Tyros, dels Bekaadalen. Sadr började snart ifrågasätta att det var de stora jordägarna i Jebel Amil som hade det största inflytandet bland Libanons shiamuslimer och hävdade att de muslimska lärda, ulama, som honom själv, skulle ha mer att säga till om. Dessa kom då med anklagelser som berörde hans privatliv men Sadr hade lyckats få stöd bland shiamuslimerna i Bekaadalen.
1968 lyckades Sadr få igenom att familjejuridiska frågor som rörde shiamuslimerna, exempelvis äktenskapsfrågor och arv, inte längre skulle handhas av det sunnidominerade Högre Muslimska Rådet, utan istället av Högre Shiamuslimska Rådet, grundat av Sadr. Genom detta råd kunde de lärda utmana de stora jordägarna om vem som skulle leda shiamuslimerna.
1975 grundade Sadr en militär grupp för att skydda byarna i södra Libanon mot anfall från israeliska styrkor. Dess fullständiga namn var Afwaj al-Muqawama al-Lubnaniyya men blev snabbt känd som Amal, det arabiska ordet för "Hopp". Under det libanesiska inbördeskriget 1975-1976 stödde han Syrien.
I augusti 1978 besökte Sadr Libyen för att träffa Muammar al-Gaddafi. Sedan dess är Sadr försvunnen spårlöst. Enligt Libyen lämnade Sadr Libyen på ett plan mot Rom. I Libanon blev man under de följande veckorna allt mer övertygad om att Libyen hade fängslat eller till och med mördat Sadr. Sadrs val att stödja Syrien under inbördeskriget var ifrågasatt innan hans försvinnande men därefter blev han en samlande gestalt för Libanons shiamuslimer.